# Horrues
Horrues est une section de la commune belge de Soignies, située en Wallonie dans la province de Hainaut. Elle est regroupée avec Casteau, Chaussée-Notre-Dame-Louvignies, Naast, Neufvilles, Soignies (ville), et Thieusies dans la commune de Soignies lors de la fusion des communes.

## Étymologie
Horrues viendrait du latin horrea qui signifie « dépôt de vivre ».  L'endroit se situe effectivement le long de l'ancienne chaussée romaine, la chaussée Brunehaut, reliant Bavay à Utrecht.

## Géographie

### Géologie
Le sous-sol de Horrues est majoritairement constitué de sol Yprésien de l'ère Cénozoïque (époque Éocène, il y a environ 55 millions d'années). On peut le scinder en deux catégories. L'Yprésien sableux au sommet des buttes boisées de la région (sables fins micacés légèrement glauconifères) et l'Yprésien argileux (argile gris/ocre). De petites nappes aquifères locales peuvent exister au niveau de cette couche d'argile. Il est également possible de trouver plus en profondeur des couches datant du Carbonifère (il y a environ 350 millions d'années). Ces couches sont visibles dans les carrières de pierre bleue de la région de Neufvilles et de Soignies.

### Paysage
La localité est un petit village de campagne. L'altitude varie entre 75 et 115 mètres. Bien que Horrues soit placé sur le plateau du Hainaut, le paysage est assez vallonné le long de la Senne. Le village est entouré de champs (betteraves, blé, maïs, pommes de terre, etc.)

## Évolution démographique
- Sources : INS, Rem. : 1831 jusqu'en 1970 = recensements, 1976 = nombre d'habitants au 31 décembre.

## Patrimoine et culture

### Patrimoine architectural
L'église romane Saint-Martin date du XIIe siècle. Elle fut restaurée dans les années 1960.

### Culture

#### Folklore
La procession de la Saint-Martin est célébrée le premier dimanche de juillet depuis 1956.

## Galerie

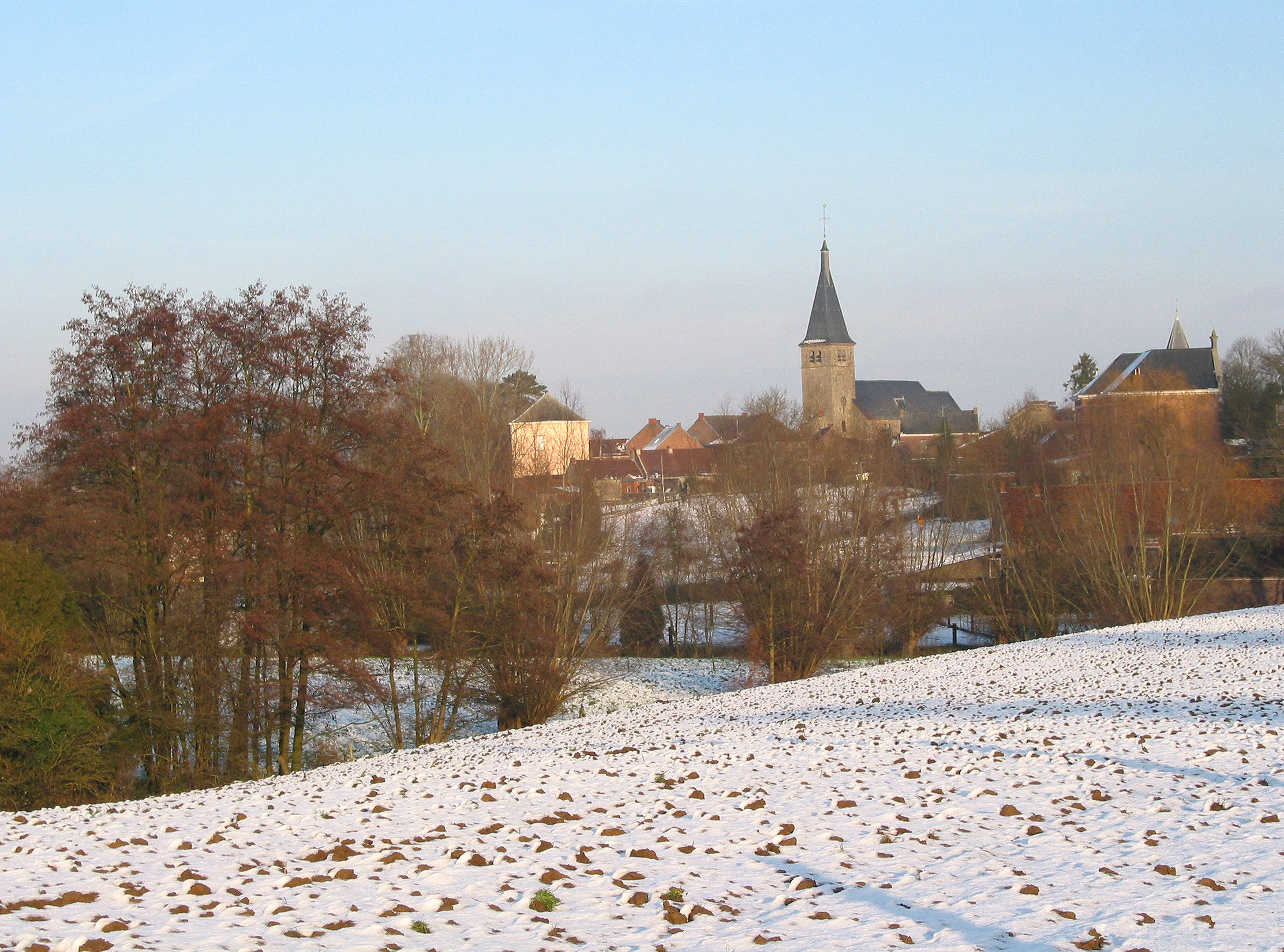
Le village en hiver.
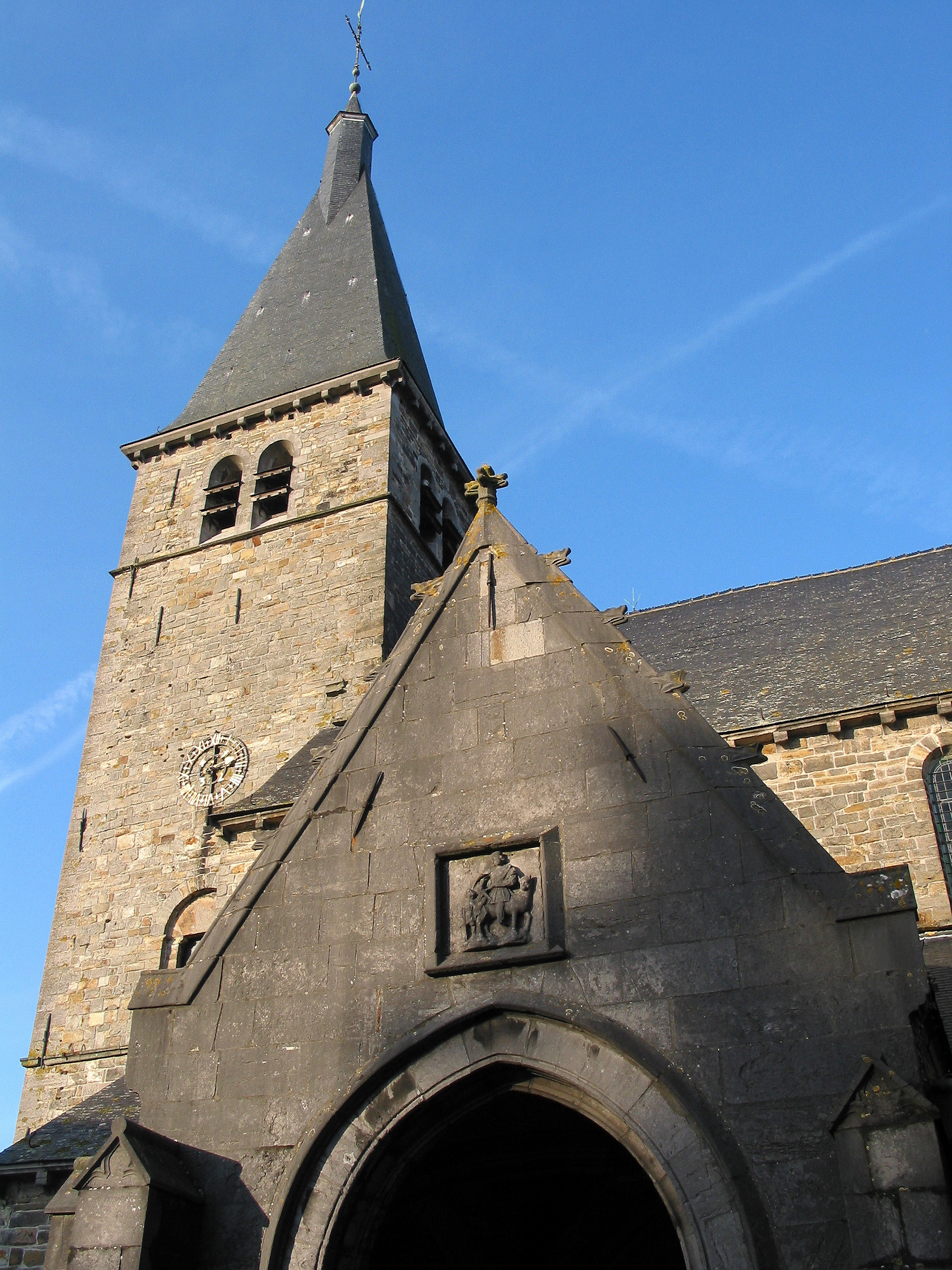
L'église Saint-Martin.
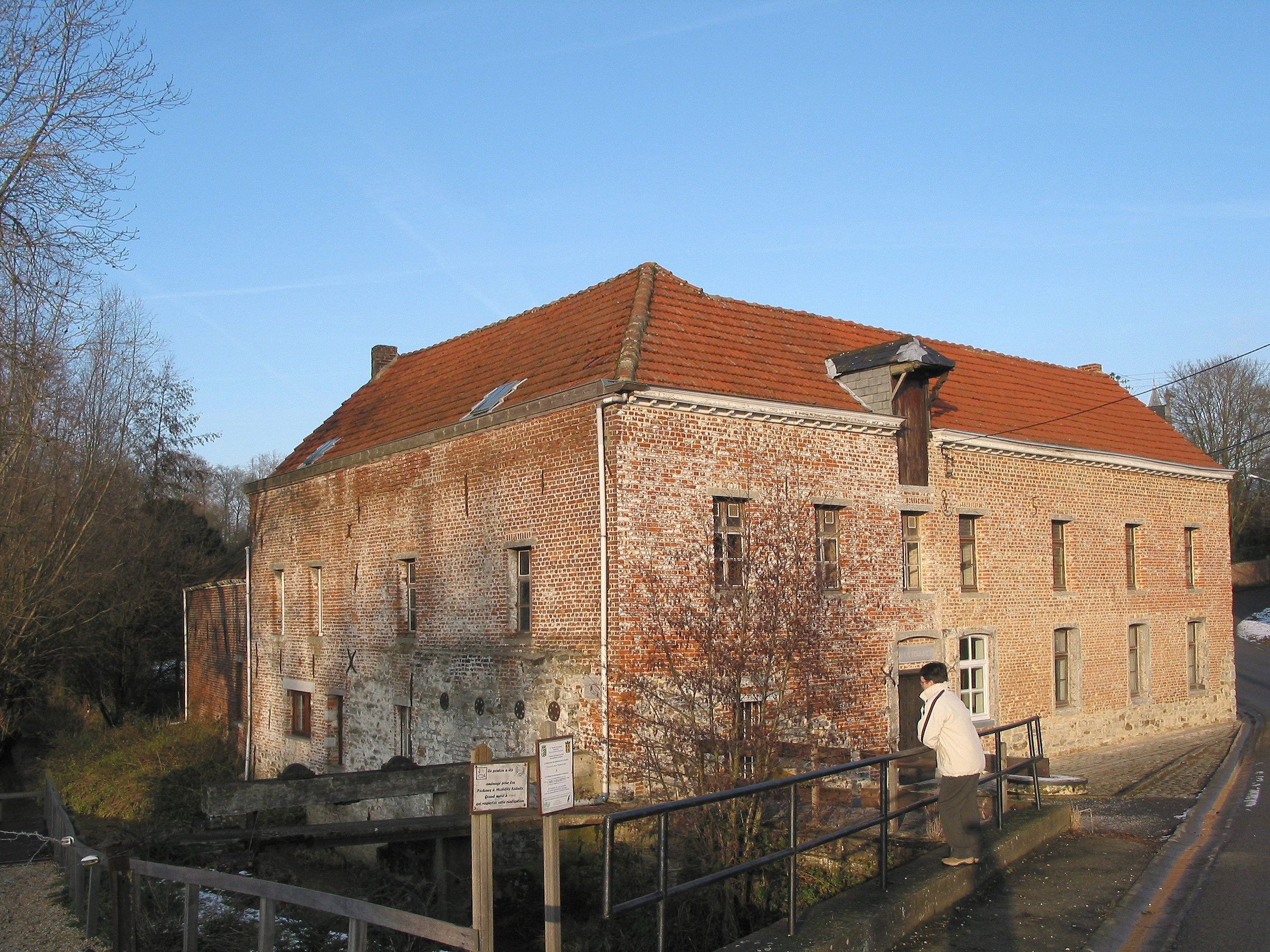
Moulin à eau Le Moulinet.
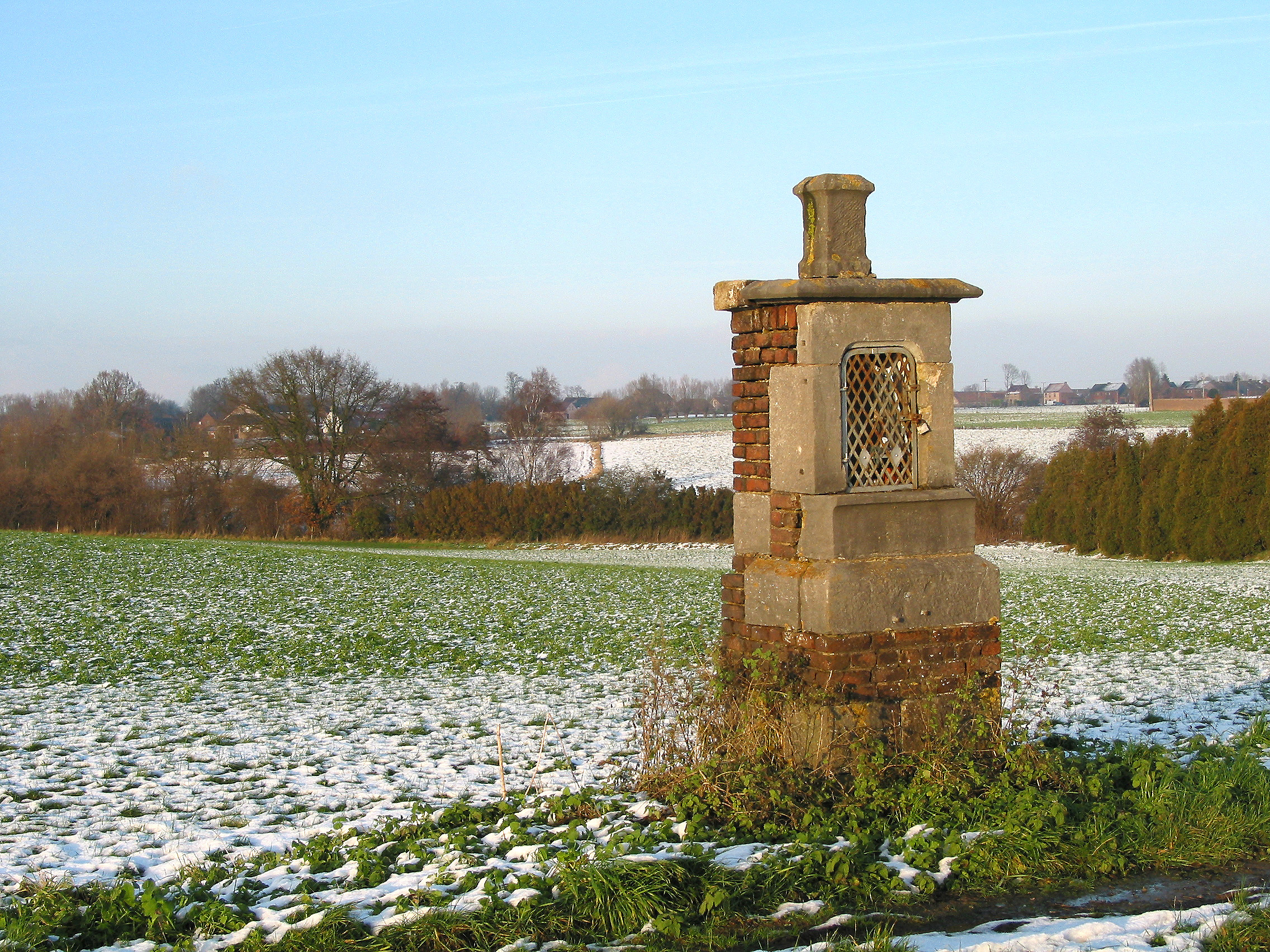
Potale, chemin de l'Ardoisier.
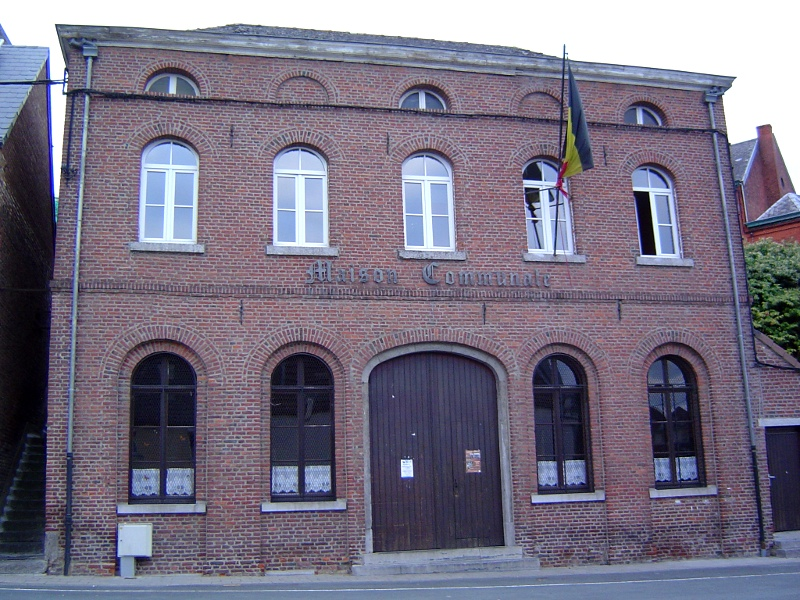
L'ancienne maison communale d'Horrues.
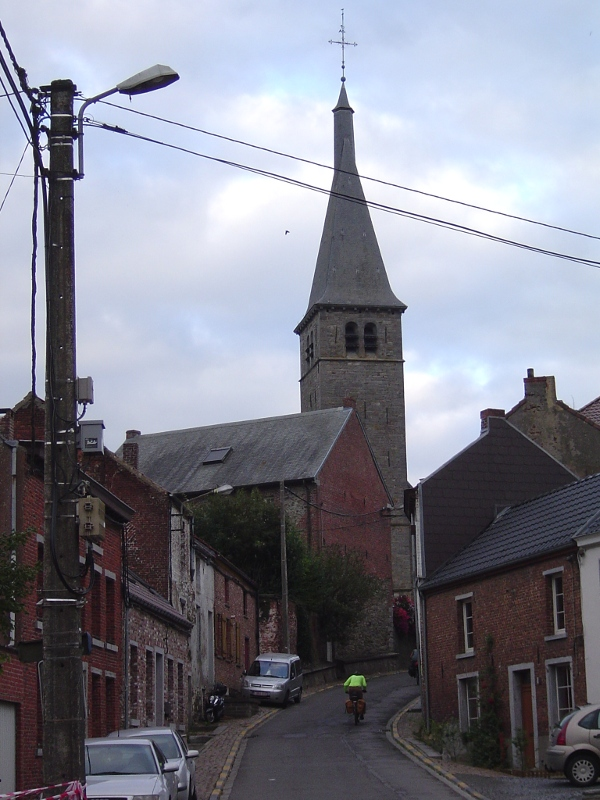
Horrues, rue du Pontin.